# Zamek w Ostapkowcach
 Zamek w Ostapkowcach – zabytkowy zamek  wybudowany przez Herburtów. 

## Właściciele
Zuzanna Herburt z Felsztyna, córka Mikołaja Herburta, wniosła Ostapkowce w posagu w rodzinę Stadnickich wychodząc za mąż za Stanisława Stadnickiego. Ostatnimi właścicielami byli Zalescy herbu Dołęga.

## Pałac
Na miejscu częściowo rozebranego zamku Teresa ze Stadnickich Grabianka, starościna liwska, żona Tadeusza Grabianki,  wybudowała piętrowy pałac kryty dachem czterospadowym, z wykorzystaniem jego środkowej części dolnej kondygnacji, to jest klatki schodowej, sali ze stropem wspartym na filarach, kaplicy ze sklepieniami, zakrystii i paru mniejszych pokoi. Od frontu portyk z ośmioma piastrami zwieńczony tympanonem. Obiekt otoczony był budynkami mieszkalnymi, oranżerią oraz ogrodami. Pałac istniał w tej postaci do 1917 r.